# Virgen de la Peña (Cantabria)
Virgen de la Peña es una localidad del municipio de Cabezón de la Sal, Cantabria (España). 
Está situada unos 40 km de Santander y su población es de 71 habitantes. Atravesada por la carretera Nacional N-634, con accesos al pueblo por la autopista del Cantábrico A-8 (Salida 244). También este pequeño pueblo tiene estación, una fábrica de ladrillos y tejas, así como áreas de servicio, bares y hospedaje. El río Saja pasa situado entre el pueblo Santuario de Nuestra Señora la Virgen de la Peña. 
- Datos: Q9094370